# (1038) Tuckia
(1038) Tuckia es un asteroide que forma parte del cinturón exterior de asteroides y fue descubierto el 24 de noviembre de 1924 por Maximilian Franz Wolf desde el observatorio de Heidelberg-Königstuhl, Alemania.

## Designación y nombre
Tuckia se designó al principio como 1924 TK.
Posteriormente, se nombró en honor del filántropo estadounidense Edward Tuck.

## Características orbitales
Tuckia orbita a una distancia media de 3,978 ua del Sol, pudiendo acercarse hasta 3,102 ua. Su inclinación orbital es 9,188° y la excentricidad 0,2202. Emplea en completar una órbita alrededor del Sol 2898 días. Pertenece al grupo asteroidal de Hilda.